# Universidad de Dublín
La Universidad de Dublín es una universidad fundada en 1592 en la ciudad de Dublín. La reina Isabel I al aprobar su construcción la consolidó como la más antigua de Irlanda.
A diferencia de las universidades de Oxford y de la Cambridge, bajo las cuales fue modelada la Universidad de Dublín y las cuales impulsan varios colegios constituyentes, solo hay un colegio en Dublín: Trinity College. Por lo cual las designaciones 'Trinity College, Dublín' y 'University of Dublin' son usualmente sinónimos para fines prácticos.

## Grados
Los graduados de grados liberales, p.e. no-profesionales como Humanidades o Ciencias, reciben un diploma en Licenciatura en Artes Honorario después de cuatro años, pero pueden recibir un diploma de L.A. Ordinario después de tres años de estudio. Los Licenciados de al menos tres años pueden acceder a una Maestría en Artes.

## Representación Parlamentaria
La Universidad ha sido representada desde 1613 cuando Jaime I le otorgó el derecho de elegir dos MPs a la Cámara Irlandesa de los Comunes. Cuando los Reinos de Irlanda y Gran Bretaña se unieron bajo el Acta de Unión, que entró en vigor en 1801, la Universidad mando otro MP a la Cámara de los Comunes en Westminster hasta 1832, cuando se le otorgó uno más. Continuó eligiendo dos hasta el establecimiento del Estado Libre Irlandés en 1922. El Acta del Gobierno de Irlanda (1920) proveyó una Cámara de los Comunes de Irlanda del Sur, para la cual la Universidad elegiría cuatro MPs. Ellos fueron los únicos MPs que asistieron a la apertura de la Cámara en 1921. De 1923 a 1936, la Universidad eligió tres TDs para ocupar sitios en el Dáil Éireann. A partir de la proclamación de la Constitución de Irlanda en 1937, la Universidad ha elegido tres Senadores al Seanad Éireann.
Los representantes actuales de la Universidad son Mary Henry, Shane Ross y David Norris. Representantes notables han incluido a Edward Gibson, W. E. H. Lecky, Edward Carson, Noel Browne, Conor Cruise O'Brien y Mary Robinson.
La franquicia estaba restringida originalmente a los miembros de la facultad de Trinity College. Ésta se expandió en 1832 para incluir a aquellos que habían recibido una M.A. y en 1918 a todos aquellos que hubieran recibido un grado de la Universidad.

## Cancilleres de la Universidad
| Sir William Cecil, I barón de Burghley                                           | 1592-1598 |
| Robert Devereux, II conde de Essex                                               | 1598-1601 |
| Sir Robert Cecil, I conde de Salisbury                                           | 1601-1612 |
| George Abbot, Arzobispo de Canterbury                                            | 1612-1633 |
| William Laud, Arzobispo de Canterbury                                            | 1633-1645 |
| James Butler, I duque de Ormonde                                                 | 1645-1688 |
| Henry Cromwell                                                                   | 1653-1660 |
| James Butler, II duque de Ormonde                                                | 1688-1715 |
| Jorge Augusto, SAR El Príncipe de Gales (más tarde Rey Jorge II)                 | 1715-1718 |
| Príncipe Federico Luis, SAR El Príncipe de Gales                                 | 1728-1751 |
| Príncipe Guillermo Augusto, SAR duque de Cumberland                              | 1751-1765 |
| John Russell, IV duque de Bedford                                                | 1765-1770 |
| Príncipe Guillermo Enrique, SAR El Duque de Gloucester                           | 1771-1805 |
| Príncipe Ernesto Augusto, SAR El Duque de Cumberland (más tarde Rey de Hannover) | 1805-1851 |
| Lord John George De La Poer Beresford, Lord Primado de Toda Irlanda              | 1851-1862 |
| William Parsons, 3.er duque de Rosse                                             | 1862-1867 |
| Hugh McCalmont, I barón de Cairnes                                               | 1867-1885 |
| Lawrence Parsons, IV duque de Rosse                                              | 1885-1908 |
| Edward Cecil Guinness, I Duque de Iveagh                                         | 1908-1927 |
| Robert Edward Cecil Lee Guinness, 2o Duque de Iveagh                             | 1927-1963 |
| Frederick Boland                                                                 | 1963-1982 |
| William Bedell Stanford                                                          | 1983-1984 |
| Francis Joseph Charles O'Reilly                                                  | 1985-1998 |
| Mary Robinson                                                                    | 1998-     |